# Шарль Конан Банні
Шарль Конан Банні (фр. Charles Konan Banny; 11 листопада 1940 — 10 вересня 2021) — івуарійський політик, сьомий прем'єр-міністр Кот-д'Івуару.

## Кар'єра
1976 року був прийнятий на роботу до Центрального банку держав Західної Африки (BCEAO), де на різних посадах працював упродовж багатьох років. 1988 став спеціальним радником голови BCEAO. Після того, як тогочасний голова банку, Алассан Уаттара, став прем'єр-міністром Кот-д'Івуару, на Банні було покладено тимчасове виконання обов'язків голови BCEAO (від 4 грудня 1990). Від січня 1994 року впродовж двох шестирічних термінів офіційно очолював Центральний банк держав Західної Африки.
У грудні 2005 року було прийнято рішення, про те, що Банні замінить Сейду Діарра на посаді голови уряду. Одночасно Шарль Банні отримав портфель міністра економіки та фінансів. Його повноваження мали тривати до виборів, що їх планувалось провести у жовтні 2006 року. Втім у визначений термін вибори не відбулись, і президент Лоран Гбагбо залишився на посаді до наступного року. Відповідно й повноваження Банні також було продовжено.
Перебуваючи на посаді голови уряду, Банні не міг брати участі у президентських перегонах. Після підписання мирної угоди 2007 року новим прем'єр-міністром 4 квітня того ж року став Гійом Соро.
2011 року Шарль Конан Банні очолив Комісію з пошуку правди, примирення та діалогу, що мала розібратись у причинах громадянської війни, жертвами якої стали щонайменше 3 тисячі осіб.
У вересні 2021 року Конан Банні був евакуйований до Європи за станом здоров'я.
Шарль Конан Банні помер 10 вересня 2021 року в віці 80 років від ускладнень, викликаних коронавірусним захворюванням COVID-19.